# THE QUIZ
『THE QUIZ』（ザ クイズ）は、椙本孝思による日本のミステリー小説。2007年11月にアルファポリスから刊行された。2010年には「第4回啓文堂おすすめ文庫大賞」で大賞を受賞
。さらに2012年9月1日に実写版が日本テレビで放送された

## あらすじ
１億円という前代未聞の優勝賞金が用意されたクイズ特番の収録に集まった10人の挑戦者。彼らは100問にも及ぶ超難問のペーパーテストで5887人のエントリーから勝ち抜きこのスタジオに招待された。そこへモニター越しに国民的人気司会者「フジコー」こと藤尾康平が高らかに「勝てば1億、負ければ地獄!クイズ・デッド・オア・ドリームの始まりです!!」と開会宣言をした。「ルールはいたって簡単、今から私が出す問題に正解し続け勝ち抜いていく事、優勝者はチャンピオンとなり1億円が与えられます。ただし、1問でも間違えたら即刻消えてもらいます」そして目の前に現れた10本の瓶「この中に1本仲間はずれがある、それ以外を早い者勝ちで選べ」この後、挑戦者たちは極限状態に突き落とされる…

## 登場人物
- 笠間翔太
- 添川陽奈
- 當間勇斗
- 敷島陸
- 有里瞳
- 紀寺さくら
- 惣家愛美
- 塩谷和彦
- 小瀬翼
- 柳原七海
- 藤尾康平　元NHK出身のフリーアナウンサー。通称「フジコー」

## テレビドラマ
『THE QUIZ』のタイトルでテレビドラマ化。2012年9月1日に日本テレビで土曜日25:20 - 26:20（JSTでは日曜日1:20 - 2:20）に放送された。
ルイス・ジェシーは、今作がテレビドラマ初主演となる。

### キャスト
- 笠間翔太 - ルイス･ジェシー
- 添川陽奈 - 山下リオ
- 當間勇斗 - 萩谷慧悟
- 敷島陸 - 岩本照
- 有里瞳 - 山本美月
- 紀寺さくら - 藤井萩花
- 惣家愛美 - 大村沙亜子
- 塩谷和彦 - DJ HIDE
- 小瀬翼 - 奥野瑛太
- 柳原七海 - てんちむ
- 藤尾康平 - 安田顕

### スタッフ
- 原作 - 椙本孝思『THE QUIZ』（アルファポリス）
- 脚本 - 山浦雅大
- 演出 - 藤澤季世子
- チーフプロデューサー - 鈴江秀樹
- プロデューサー - 渡邉浩仁
- 制作プロダクション - 日テレアックスオン
- 製作著作 - 日本テレビ

### ネット局
| 放送対象地域 | 放送局            | 放送期間     | 放送時間             | 系列           | 備考   |
| ------------ | ----------------- | ------------ | -------------------- | -------------- | ------ |
| 関東広域圏   | 日本テレビ（NTV） | 2012年9月1日 | 土曜日 25:20 - 26:20 | 日本テレビ系列 | 制作局 |